# Michel Roux
Michel Roux, OBE ([mi.ʃɛl ʁu]; 19. april 1941 – 11. marts 2020), også kendt som Michel Roux Snr., var en fransk kok og restauratør, der arbejdede i Storbritannien. Sammen med sin bror Albert åbnede han Le Gavroche, der senere blev den første restaurant i Storbritannien med tre Michelinstjerner, og The Waterside Inn, som var den første restaurant uden for Frankrig, der havde tre stjerner i 25 år.
Roux blev konditor ligesom sin bror og rejste til England for sammen med ham at åbne deres første restaurant. De to brødre er blevet beskrevet som "gudfædre til det moderne restaurantkøkken i Storbritannien", og Roux blev indlemmet i flere franske ordner og modtog to priser for sit livslange arbejde fra forskellige publikationer. Roux var dekoreret i en periode med værnepligt for Frankrig i 1960'erne.
Michel grundlagde Roux-brødrenes stipendie sammen med Albert i 1984 og arbejdede som konsulent for virksomheder såsom British Airways og Celebrity Cruises gennem årene. Efter at han og hans bror delte forretningen mellem sig i 1986, tog Michel Waterside Inn, som han overleverede til sin søn, Alain, i 2002. Michel Roux forblev en aktiv madskribent og optrådte i tv-programmer som Saturday Kitchen, MasterChef og den Roux-familiecentriske serie The Roux Legacy og i radioprogrammet Woman's Hour på BBC Radio 4.

## Tidlige liv
Michel Roux blev født den 19. april 1941 i Charolles, Saône-et-Loire, i et rum over hans bedstefars charcuteri. Roux flyttede til Paris med sin familie efter krigen, hvor hans far Michel åbnede sit eget charcuteri efter ikke at have overtaget familievirksomheden i Charolles. Roux's far spillede alle familiens penge op, og butikken blev lukket for at forhindre en konkurs. Da Roux blev ti, havde hans far forladt familien og havde ikke senere kontakt med den.

## Karriere
Roux's ældre bror Albert var allerede blevet konditor, og Roux fulgte i hans fodspor i en alder af fjorten. Roux blev lærling hos Camille Loyal i Belleville, hvor han arbejdede 70 timer om ugen. Roux's opgaver på konditoriet omfattede udarbejdelsen af op til tres galettes des rois i løbet af tre dage i anledning af helligtrekongersdag. Da Roux's tid i lære var ovre, fandt Albert yderligere beskæftigelse til ham. Da Albert arbejdede på den britiske ambassade i Paris som souschef, sluttede Roux sig til ham som ambassadens konditor. Roux blev sidenhen kok i Philippe de Rothschilds tjeneste, mens Albert flyttede til England for at arbejde der.
Mellem 1960 og 1962 aftjente Roux sin værnepligt. Han blev først stationeret på Château de Versailles, men blev senere udstationeret i udlandet i Béchar, Algeriet. Han blev tildelt Médaille commémorative des opérations de sécurité et maintien de l'ordre en Afrique du Nord.
Roux besluttede næsten at opgive madlavningen for at blive operasanger, men fulgte i stedet Albert til London, på trods af at han ikke kunne tale engelsk. Roux huskede senere, at folk syntes, at han var skør, når han ville rejse dertil, med tanke på, at han betragtede tilstanden af engelsk madlavning som forfærdelig på daværende tidspunkt.
I 1967 åbnede brødrene deres første restaurant, Le Gavroche på Lower Sloane Street i London. Til åbningsfesten deltog berømtheder som Charlie Chaplin og Ava Gardner. I den følgende uge spiste Chaplin angiveligt på restauranten hver aften. I 1972 åbnede brødrene en anden restaurant, Waterside Inn, i Bray, Berkshire, og lancerede en cateringvirksomhed.
I 1974, da Michelinstjerner blev tildelt i England for første gang, vandt Le Gavroche og Waterside Inn begge en stjerne, og da et antal restauranter vandt to Michelinstjerner for første gang i 1977, var begge Roux-restauranter iblandt dem. Le Gavroche flyttede til et nyt sted i Mayfair i 1982 og blev samme år den første restaurant i Storbritannien, der blev tildelt tre Michelinstjerner. Den samme blev tilfældet for Waterside Inn i 1985, men Le Gavroche gik tilbage til to stjerner i 1993 og har ikke siden genvundet den tredje stjerne. I 2010 blev Waterside Inn den første restaurant uden for Frankrig, der har haft tre Michelin-stjerner i en periode på 25 år.
Roux-brødrenes stipendium blev grundlagt af Albert og Michel i 1984. Det er en årlig konkurrence, hvor vinderen blandt 50 unge kokke sendes til en valgfri to- eller trestjernet Michelinrestaurant i Europa som lærling. Den første vinder var Andrew Fairlie, og blandt vinderne gennem årene finder man Sat Bains (1999) og Simon Hulstone (2003).
I 1986 delte brødrene deres restaurantvirksomhed mellem sig efter en uoverensstemmelse omkring, hvilken retning deres fælles forretning skulle gå i; Albert tog Le Gavroche, mens Michel tog Waterside Inn. Michel var konsulent hos British Airways i tyve år mellem 1983 og 2003 og for Celebrity Cruises siden 1990. Roux-brødrenes cateringfirma blev købt af Compass Group i 1993, hvor Albert forblev som konsulent.
Roux's søn, Alain Roux, driver i øjeblikket Waterside Inn i Bray, efter at have overtaget den i 2002.
I juli 2008 annoncerede Roux, at han permanent ville flytte til Crans-Montana, Schweiz, med henvisning til en bekymring over den offentlige sikkerhed i Storbritannien. Roux ejede også en vingård og hus på Cote d'Azur i Frankrig.
Fra 2014 arbejdede Roux sammen med den britiske bagevirksomhed, Bakedin, som konsulent, der gennemgik og godkendte alle opskrifter.

### Fjernsyns- og radioarbejde
Roux har været kritisk over for madlavningsshows som underholdning, såsom f.eks. 1990'ernes madlavningsshow Can't Cook, Won't Cook og sagde, at "Den måde, disse mennesker håndterer mad på, er en forbrydelse. De kender ikke engang det grundlæggende. Der er kun et minimalt fokus på detaljen. I stedet går det ud på at fnise og more sig. Det kan de gøre uden at involvere mad." Roux-brødrene havde et BBC-tv-show, At Home with the Roux Brothers, i begyndelsen af 1980’erne.
Sammen med sin bror dukkede Roux op i Desert Island Discs på BBC Radio 4 den 26. oktober 1986. Kanalen Good Food sendte en serie i fem dele med titlen The Roux Legacy i januar 2012, hvori begge brødre medvirkede sammen med deres sønner Michel Jr. og Alain. Roux optrådte også som gæstedommer på MasterChef: The Professionals sammen med sin nevø Michel Jr. og på Saturday Kitchen sammen med sin søn Alain.

### Eftermæle og priser
Roux og hans bror er blevet kaldt "gudfædrene til det moderne restaurantkøkken i Storbritannien" af magasinet Caterer and Hotelkeeper, mens The Observer Food Monthly beskrev Roux som "måske den fineste konditor, dette land nogensinde har haft", da han blev tildelt deres livstidspris i 2011. Roux havde tidligere vundet en pris for sit livslange arbejde fra Tatler-magasinet i 2008. I en afstemning blandt britiske kokke, som blev udført af Caterer og Hotelkeeper-magasinet i 2003, blev Roux-brødrene valgt til landets mest indflydelsesrige kokke, og i 2004 blev Michel Roux valgt til AA-kokkens kok.
Mange velkendte kokke er blevet uddannet af en af de to Roux-brødre, og Michel vurderede i 2010, at "halvdelen af Michelinstjerne-indehaverne i Storbritannien kommer fra enten min brors eller mit køkken". Disse har inkluderet Gordon Ramsay, Marco Pierre White og Pierre Koffman.
Roux blev tildelt Meilleur Ouvrier de France en Pâtisserie i 1976. Han var medlem af flere ordner i Frankrig. I 1987 blev han ridder i National Merit Order og officer i Mérite agricole. I 1990 blev han gjort til ridder i Ordre des Arts et des Lettres, og i 2004 fulgte Legion of Honor. Uden for Frankrig blev han udnævnt til æresofficer for det britiske imperiums orden i 2002 og blev samme år gjort til æresdoktor i kulinarisk kunst af University of Rhode Island.

#### Militære medaljer
- Médaille Commémorative des Opérations de Sécurité et de Maintien de l'Ordre en Afrique du Nord

## Privatliv
Michel Roux var bror til Albert Roux. Michel fik en søn, Alain Roux, mens broren Albert fik sønnen Michel Roux Jr. Da Alain var ti år gammel, blev Michel skilt fra sin kone, der tog britiskfødte Alain og hans to søstre med sig til Frankrig. Alain besøgte Michel i skoleferierne og arbejdede sammen med ham i køkkenerne, og i en alder af fjorten år besluttede Alain, at han ville være kok ligesom sin far.
Roux mødte sin anden kone (1984–2017), Robyn Joyce, efter at hans tidligere lærling Leigh Stone-Herbert arrangerede en blind date mellem Roux og hende i Sydney, Australien. Forholdet er krediteret med at åbne døren til, at australske kokke kunne blive oplært af Roux-brødrene.
Michel Roux døde om natten den 11. marts 2020 i sit hjem i Bray, Berkshire, 78 år gammel, efter et forløb med idiopatisk lungefibrose.